# Rościszewo (gmina)
Pour les articles homonymes, voir Rościszewo.
Rościszewo est une gmina rurale (gmina wiejska) de la powiat de Sierpc, dans la Voïvodie de Mazovie, dans le centre-est de la Pologne.
Son siège administratif (chef-lieu) est le village de Rościszewo, qui se situe environ 9 kilomètres au nord-est de Sierpc (siège de la powiat) et 112 kilomètres au nord-ouest de Varsovie (capitale de la Pologne).
La gmina couvre une superficie de 115,08 km2 pour une population de 4 216 habitants en 2006.

## Histoire
De 1975 à 1998, la gmina est attachée administrativement à la voïvodie de Płock.

Depuis 1999, elle fait partie de la voïvodie de Mazovie.

## Géographie
La gmina inclut les villages et localités de:

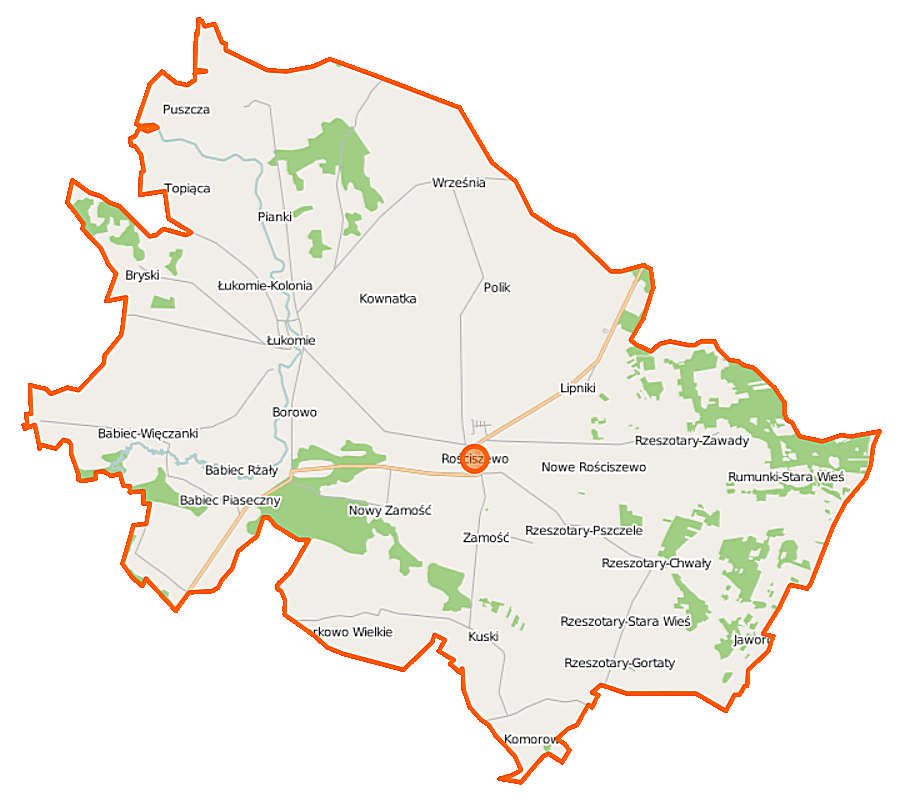
Plan de la gmina

- Babiec Piaseczny
- Babiec Rżały
- Babiec-Więczanki
- Borowo
- Bryski
- Komorowo
- Kownatka
- Kuski
- Lipniki
- Łukomie
- Łukomie-Kolonia
- Nowe Rościszewo
- Nowy Zamość
- Ostrów
- Pianki
- Polik
- Puszcza
- Rościszewo
- Rumunki-Chwały
- Rzeszotary-Chwały
- Rzeszotary-Gortaty
- Rzeszotary-Pszczele
- Rzeszotary-Stara Wieś
- Rzeszotary-Zawady
- Śniedzanowo
- Stopin
- Topiąca
- Września
- Zamość

### Gminy voisines
La gmina de Rościszewo est voisine de la ville de :
- Sierpc

et des gminy suivantes :
- Bieżuń
- Lutocin
- Sierpc
- Skrwilno
- Szczutowo
- Zawidz

## Structure du terrain
D'après les données de 2002, la superficie de la commune de Rościszewo est de 115,08 km2, répartis comme telle :
- terres agricoles : 81 %
- forêts : 11 %

La commune représente 13,49 % de la superficie du powiat.

## Démographie
Données du 31 mars 2014 :
| Description        | Total  | Total | Femmes | Femmes | Hommes | Hommes |
| ------------------ | ------ | ----- | ------ | ------ | ------ | ------ |
| Unité              | Nombre | %     | Nombre | %      | Nombre | %      |
| Population         | 4 271  | 100   | 2 135  | 50     | 2 136  | 50     |
| Densité (hab./km²) | 37,1   | 37,1  | 18,6   | 18,6   | 18,6   | 18,6   |